# Erika Metzger
Erika Metzger var en tysk före detta bordtennisspelare och världsmästare i dubbel. 
Under sin karriär tog hon 3 medaljer i bordtennis-VM, 1 guld och 2 silver.

## Karriär
Efter att hon vunnit de Internationella Tyska Mästerskapen i Berlin 1927 toppade hon rankingen i Tyskland både 1928 och 1929
Hon var den första kvinnan som spelade i ett bordtennis-VM för Tyskland när hon deltog i VM 1928. Hon gick till final i singel där hon förlorade mot Mária Mednyánszky med 3 - 0. Hon gick även till final i mixed dubbel och även där blev det förlust och en andraplats. Dessa medaljer var de första som Tyskland erövrade i ett bordtennis-VM. 
Vid nästa VM fick hon sin största framgång då hon tillsammans med Mona Rüster vann dubbeltiteln.
Efter 1929 finns det inga spår efter Erika Metzger.

## Meriter
- Bordtennis VM
  - 1928 i Stockholm
    - 2:a plats singel
    - kvartsfinal dubbel
    - 2:a plats mixed dubbel (med Dániel Pécsi)

  - 1929 i Budapest
    - kvartsfinal singel
    - 1:a plats dubbel (med Mona Rüster)
    - kvartsfinal mixed dubbel

- Internationella Tyska Mästerskapen 
  - 1927 i Berlin - 1:a plats singel, 2:a plats (med Wirz), 2:a plats mixed dubbel (med Dániel Pécsi)
  - 1928 i Krefeld - 2:a plats singel, 1:a plats mixed dubbel (med Dániel Pécsi)

- Internationella Mästerskapen 
  - 1928 i England - 1:a plats singel, 1:a plats mixed dubbel (med Dániel Pécsi)
  - 1929 i Schweiz - 1:a plats singel, 1:a plats dubbel (med Ingeborg Carnatz)